# Grimonster
Grimonster est un hameau de la commune belge de Ferrières en province de Liège. 
Avant la fusion des communes, Grimonster faisait déjà partie de la commune de Ferrières.

## Situation et description
Le hameau composé principalement d'un château se situe au bord de la Lembrée appelée à cet endroit ruisseau du Pouhon.
La propriété boisée de Grimonster d'une superficie de 295,70 ha est gérée en réserve naturelle depuis 1976.
Le sentier de grande randonnée GR 576 traverse le hameau.